# ディーゼル・スターリング・エレクトリック方式
ディーゼル・スターリング・エレクトリック方式は主に船舶などで使われる動力方式である。

## 概要
ディーゼルエンジンで発電機を回すとともに、補助動力(AIPシステム)としてスターリングエンジンで発電機を回して作られた電力で、電動機を回す動力方式である。主に、長時間の潜航が必要となる通常動力型潜水艦などで使用され、酸素が取り入れられない状態であっても発電することができる。

### 利点
- ディーゼル・エレクトリック方式はと比べ、内燃機関を使用せずとも電動機を動作させることができる時間が長くなる。
- ディーゼルエンジンから出た排気熱などの処理をAIPを利用して行える。
- ディーゼルエンジンでの発電中は、最も燃費の良い帯域で発電することができ、燃料費が安くなる。
- 変速機が不要で、騒音や振動が出にくい。
- 電動機を配電盤で操作するため、回転数の増減にすぐ反応することが可能。

### 欠点
- スターリングエンジンを利用して大出力を発生させるためには、大型化する必要があり、体積あたりで得られる出力が小さい。
- AIPによって動力を得る場合、大きな動力を得ることは難しく、電動機は低速での回転を強いられる。
- ディーゼル・エレクトリック方式と同様に、銅線の塊である電動機と発電機を作るために大量の銅を消費してしまい、軍事的に使用する場合は、戦略的物資の大量消費が問題となる。
- 部品の数(特に電気式の物)が増えるため、故障のリスクが高まる。

## 用途
ディーゼル・エレクトリック方式のように、静寂性が求められ、長時間利用できることが不可欠な、通常動力潜水艦などに使われる方式だが、用途は限定される。